# Forest, Virginia
Forest är en ort i Bedford County i delstaten Virginia, USA.